# Nikita Petrov (joueur d'échecs)
Pour les articles homonymes, voir Nikita Petrov et Petrov.
Nikita Petrov est un joueur d'échecs russe puis monténégrin né le 1er juillet 1996, grand maître international depuis 2018.
Au 1er février 2025, il est le meilleur joueur monténégrin avec un classement Elo de 2 585 points.

## Biographie et carrière
Nikita Petrov a remporté :
- le tournoi First Saturday de Budapest en mars 2017 avec 7 points sur 9 ;
- l'open Città di Arco  A en octobre 2016 et en octobre 2017 avec à chaque fois 8 points marqués en neuf parties[2],[3].

Il finit deuxième du tournoi open Silver Lake à Veliko Gradište en Serbie en 2017 avec 7 points sur 9.
En février 2018, il finit 1er-4e de l'open du Portugal à Lisbonne avec 7,5 points sur 9 et 2e-5e de l'open de Lugano avec 4,5 points sur 6. En février 2019, il finit 2e-9e de l'open du Portugal avec 7 points sur 9.
Grâce à ces résultats, Nikita Petrov obtint le titre de grand maître international en 2018.
En mars 2019, il finit 2e-3e du tournoi Accentus Young Masters 2019 en Suisse puis marque 7,5 points sur 11 lors du championnat d'Europe d'échecs individuel, terminant à la 17e place du tournoi, ce qui le qualifie pour la Coupe du monde d'échecs 2019.
Nikita Petrov a participé à la Coupe d'Europe des clubs d'échecs en 2015 au deuxième échiquier de l'équipe de Genève et en 2016 au premier échiquier du même club, marquant à chaque fois 4,5 points sur 7.
Nikita Petrov rejoint la fédération du Montenegro en 2023. Il participe à l'Olympiade d'échecs de 2024 au deuxième échiquier de l'équipe monténégrine.
Nikita Petrov remporte le championnat du Monténégro d'échecs en 2024 et conserve son titre en 2025.